# Gymnasieföreningar i Östersund
Gymnasieföreningar i Östersund har funnits åtminstone sedan 1864. Den äldsta föreningen är Östersunds Gymnasiiförbund (sedan 1906 med tilläggsnamnet Lyran) som grundades i gamla läroverket Sapientia Duce. År 1897 flyttade föreningen och den sedan 1895 instiftade föreningen SSUH Societas till det nybyggda läroverket (sedermera Wargentinskolan, Jämtlands Gymnasium Wargentin) på nuvarande Rådhusgatan, kvarteret Läroboken.

## ÖGF Lyran
Östersunds Gymnasiiförbund Lyran grundades 1864, med ett intresse för lyrik och musik som medlemmarnas gemensamma nämnare. Föreningen är endast öppen för manliga elever vid Östersunds gymnasieskolor, och antalet aktiva medlemmar är cirka 18 elever varje läsår. Föreningens medlemmar producerar sedan starten tidskriften Heimdall för intern läsning, och därutöver sedan 1960 även den oregelbundna tidskriften Ett äpple. I samband med utgivningen anordnas en poesi- och prosatävling kallad Febus som är öppen för studerande vid stadens gymnasieskolor. Föreningen spelar också en årlig rugbymatch mot FGF Banéret. Föreningen var medlem av Norrlands Gemensamma Gymnasiiförbund och var som sådan delaktig i utgivandet av tidskriften Norrskenet.

### Medlemmar i urval
- Agathon Burman.
- Johan Tirén
- Anton Genberg
- Pelle Molin
- Karl Tirén
- Otto Nordenskjöld
- Erik Natanael Söderberg
- Ivan Örtendahl
- Oscar von Sydow
- Eric Festin
- Elow Kihlgren
- Georg Gärdin (1891-1973)
- Nils-Magnus Folcke
- Gustaf Hiort af Ornäs
- Erik Lindegren
- Per Martin Hamberg
- Sven "Plex" Pettersson
- Jens B Nordström
- Edvin Stais
- Albin Lindberg

## Circulo Allegre
Östersunds kvinnliga gymnasieförening Circulo Allegre (latin: Den glada cirkeln, i dagligt tal CA) är grundades den 15 december 1933 och är därmed Östersunds äldsta kvinnliga gymnasieförening. Föreningen stiftades med syfte att stärka kamratskapet mellan läroverkets flickor och eleverna vid Östersunds flickskola, sedermera har föreningens syfte ändrats till att främja kulturell verksamhet och kamratskap.

## Fosterländska gymnasistföreningen Banéret
Fosterländska gymnasistföreningen Banéret bildades den 2 september 1939 med syfte att värna konungen samt verka för främjandet av svensk konst och litteratur. Föreningen ger sedan 1941 ut tidskriften Mjölner och har 16-18 aktiva medlemmar varje läsår. Banéret är endast öppen för manliga elever och möter varje år ÖGF Lyran i en rugbymatch. Föreningens "systerförening" är GF Optimal. En tidig medlem var författaren Carl-Göran Ekerwald.

## Övriga föreningar
- Kulturella Gymnasieföreningen BacchiBröder grundades den 4 oktober 1969 i syfte att verka för konstens och kulturens bevarande. De spelar en årlig fotbollsmatch mot G.S Alces-Alces.
- Gymnasiala Samfundet Alces-Alces grundades 1977 och antog till en början endast elever vid de tekniska gymnasielinjerna som medlemmar. G.S Alces-Alces spelar årligen en fotbollsmatch mot KGF Bacchibröder.
- Gymnasieföreningen Quarozia bildades 1977 och är en av de fyra kvinnliga gymnasieföreningarna i Östersund. Föreningen skapades i syfte som en kvinnlig frisksportarförening.
- Östersunds qvinnliga tekniska förening Minerva grundades 1977 som en teknisk förening men har sedan dess öppnats för alla linjer.
- Gymnasieföreningen Optimal bildades 1977 som en djurskyddsförening för kvinnliga gymnasister.
- Sällskapet Nordiska Anor - Röde Orms Adepter (S.N.A.-R.O.A.) grundades 1985 och antar endast manliga medlemmar i syfte att föra nordiska anor vidare. Föreningen möter årligen K.F Societas i en innebandymatch.
- Kamratföreningen Societas grundades 1990 och spelar en årlig innebandymatch mot gymnasieföreningen S.N.A.-R.O.A.